# Port lotniczy Barentu
Port lotniczy Barentu (ICAO: HHBA) – krajowy port lotniczy położony w Barentu w Erytrei.